# سیلبیا ماریسکال
سیلبیا ماریسکال (اسپانیایی: Silvia Mariscal‎؛ زادهٔ ۲۸ آوریل ۱۹۴۶) هنرپیشه تلویزیونی اهل مکزیک است. با نام اصلی سیلبیا رامیرس آگیلار (اسپانیایی: Silvia Ramírez Aguilar‎) در مکزیکو سیتی به دنیا آمد. ماریسکال از سال ۱۹۷۱ میلادی تاکنون مشغول فعالیت بوده‌است. از فیلم‌ها یا برنامه‌های تلویزیونی که وی در آن نقش داشته‌است می‌توان به نامه‌هایی از ماروسیا (۱۹۷۶) و ترسا (۲۰۱۰–۲۰۱۱) اشاره کرد.